# Perkinsiana magalhaensis
Perkinsiana magalhaensis är en ringmaskart som först beskrevs av Johan Gustaf Hjalmar Kinberg 1867.  Perkinsiana magalhaensis ingår i släktet Perkinsiana och familjen Sabellidae. Inga underarter finns listade i Catalogue of Life.